# Beutellöwen
Die Beutellöwen (Thylacoleonidae) sind eine Familie ausgestorbener Beuteltiere, die bis vor wahrscheinlich etwa 45.000 Jahren in Australien gelebt haben. Sie waren die größten Beutegreifer unter den australischen Säugetieren. Einige frühe Formen waren nur so groß wie Hauskatzen, spätere Arten der Gattung Wakaleo immerhin in der Größe einem Leoparden vergleichbar, während die größte und jüngste Art, Thylacoleo carnifex, in der Größe zwischen einem weiblichen und einem männlichen Löwen schwankte. Sie hatten eine Körpermasse etwa zwischen 110 und 160 kg, möglicherweise sogar noch mehr. Obwohl ihr Körper relativ kurz war, waren Thylacoleniden deutlich schwerer als die meisten vergleichbar langen Raubtiere, da sie deutlich kräftiger gebaut waren.

## Merkmale und Lebensweise
Den Namen ‚Beutellöwen‘ tragen die Tiere aufgrund ihres Schädels, der den katzenartigen Raubtieren in der Form ähnelt, eine Verwandtschaft besteht nicht. Sie werden in die Ordnung Diprotodontia eingeordnet, ihre nächsten heute noch lebenden Verwandten sind die pflanzenfressenden Wombats und Koalas. Wie diese lebten sie primär in den Bäumen der Wälder, von denen aus sie jagten.

## Systematik
Insgesamt werden heute vier Gattungen der Beutellöwen anerkannt.
- Gattung †Microleo
  - †Microleo attenboroughi (Oberes Oligozän)[1]

- Gattung †Lekaneleo
  - †Lekaneleo roskellyae (Mittleres Miozän); ehemals zur Gattung Priscileo gehörend[2]

- Unterfamilie Wakaleoninae
  - Gattung †Wakaleo
    - †Wakaleo alcootaensis (Oberes Miozän)
    - †Wakaleo oldfieldi (Unteres - Oberes Miozän)
    - †Wakaleo pitikantensis (Oberes Oligozän); ehemals zur Gattung Priscileo gehörend[3]
    - †Wakaleo vanderleueri (Mittleres - Oberes Miozän)

- Unterfamilie Thylacoleoninae
  - Gattung †Thylacoleo
    - †Thylacoleo carnifex (Pleistozän)
    - †Thylacoleo crassidentatus (Pliozän)
    - †Thylacoleo hilli (Pliozän)

Die bekannteste und wahrscheinlich auch größte Art der Beutellöwen ist Thylacoleo carnifex, dessen Anpassung an fleischliche Nahrung am weitesten fortgeschritten war. Man geht davon aus, dass er sich ausschließlich von Fleisch ernährte und er seine Beute mit den dolchartig vergrößerten Schneidezähnen tötete. Der Prämolar war stark vergrößert und bildete einen Reißzahn mit scharfer Schnittkante, die Backenzähne waren dagegen fast vollständig reduziert. Außerdem hatte er scharfe Daumenkrallen, und es ist davon auszugehen, dass er in der Lage war, auch sehr große Beutetiere zu töten.
Etwas kleiner waren die Arten der Gattung Wakaleo, doch auch diese konnten leopardengroß werden.  Priscileo roskellyae wurde etwa hauskatzengroß, die kleinste bekannte Art ist der 2016 beschriebene Microleo attenboroughi.

## Belege
1. 1 2  Anna K. Gillespie, Michael Archer, Suzanne J. Hand: A tiny new marsupial lion (Marsupialia, Thylacoleonidae) from the early Miocene of Australia. Palaeontologica electronica 2016, Artikel 19.2.26A; S. 1–25. (Volltext)
2. ↑  Anna K. Gillespie, Michael Archer, Suzanne J. Hand: Lekaneleo, a new genus of marsupial lion (Marsupialia, Thylacoleonidae) from the Oligocene–Miocene of Australia, and the craniodental morphology of L. roskellyae, comb. nov. Journal of Vertebrate Paleontology, 2020, S. e1703722, doi:10.1080/02724634.2019.1703722
3. ↑  Anna K. Gillespie, Michael Archer, Suzanne J. Hand: A new Oligo–Miocene marsupial lion from Australia and revision of the family Thylacoleonidae: Journal of Systematic Palaeontology 17 (1), 2019, S. 59–89, doi:10.1080/14772019.2017.1391885